# 主张公道团
主张公道团是1935年阎锡山在山西省成立的民众防共组织团体。

## 历史
1935年夏成立于山西太原。总团长阎锡山，副总团长赵戴文，秘书主任薄毓相，秘书副主任乔鹏书、刘春溥。各县(105个)、村(11152个)均设县、村团部，下设小组，即“好人团”。1936年9月该团并入牺盟会。